# فخرية أوجن
فخرية أوجن (بالتركية: Fahriye Evcen)‏ ممثلة تركية-ألمانية (ولدت في 4 يونيو 1986، ألمانيا).

## السيرة
وُلدت لأم شركسية الأصل وأب تركي من نازحي مدينة كافالا. درست في جامعة دوسلدورف الألمانية في قسم علم الاجتماع قبل أن تنتقل إلى إسطنبول مع والدتها.
بدأت فخرية مسيرتها التمثيلية بأول مسلسل تلفزيوني لها الذي أبرز موهبتها حيث تألقت في دور «نجلاء» في مسلسل الأوراق المتساقطة. في نفس العام، قدمت أول تجربة سينمائية لها بدور البطولة في فيلم كسوف الحب وأنت منزلي. كما شاركت في عام 2006 في مسلسلات الشوق وسماء، وظهرت بدور البطولة في مسلسل الربيع الكاذب إلى جانب جانسيل إلتشين، على الرغم من انتهاء المسلسل مبكرًا بسبب ظروف شركة الإنتاج.
حازت على شهرة واسعة بدورها في مسلسل طائر النمنمة (2013-2014) حيث لعبت دور البطولة في شخصية فريدة. كما مثلت في فيلم العشق يشبهك مع براق أوزجويد. في السنوات الأخيرة قامت بدور جديد في مسلسل حتى الممات مع إنجين أكيوريك بدور محامية، وظهرت في إعلانات لماركة "كوتون" العالمية في صيف 2017.

## الحياة الشخصية
في 29 يونيو 2017، تزوجت من الممثل براق أوزجوید في إسطنبول. ولد ابنهما كاران في 13 أبريل 2019.

## أعمالها
| سنة  | فيلم                                                            | دور                 | ملاحظات      |
| ---- | --------------------------------------------------------------- | ------------------- | ------------ |
| 2007 | سينيت                                                           | كيز                 | دور قيادي    |
| 2008 | اشك توتولمازي                                                   | بينار               | دور قيادي    |
| 2010 | (بالألمانية: Spur des terrors takiye)‏ (بالتركية: Allah Yolunda)‏ | سيفدي               | ألماني، تركي |
| 2011 | سيجنورا إنريكا                                                  | يونغ Signora إنريكا | إيطالي، تركي |
| 2012 | يفيم سانسين                                                     | ليلى                | دور قيادي    |
| 2015 | اشك سانا بينزير                                                 | دنيز / دفني         | دور قيادي    |
| 2017 | سونسوز اشك                                                      | زينب                | دور قيادي    |

| سنة       | فيلم                        | دور                   | ملاحظات       |
| --------- | --------------------------- | --------------------- | ------------- |
| 2005      | Asla Unutma                 | بينار                 | الدور المساعد |
| 2006      | حسرة                        | سونجول                | الدور المساعد |
| 2006-2010 | يابراك دوكومو               | نكلا تكين             | دور قيادي     |
| 2011      | Yalancı Bahar               | زينب                  | دور قيادي     |
| 2012      | فيدا                        | مهبار                 | دور قيادي     |
| 2013-2014 | جاليكوشو                    | فريد                  | دور قيادي     |
| 2014      | Kurt Seyit ve Şura          | مورفيت (موركا)        | دور قيادي     |
| 2015-2017 | حب أعمى                     | ميليسا سيزين          | دور قيادي     |
| 2017      | اولين كادار                 | سيلفي ناردان / فيلدان | دور قيادي     |
| 2021      | الب ارسلان: السلجوقي العظيم | اكشا                  | دور قيادي     |

## إعلانات
| سنة  | الشركة / المنتج  | ملاحظات       | شعار               |
| ---- | ---------------- | ------------- | ------------------ |
| 2011 | أولكر جولف برافو | ميلادي        | "برافو شهي أحلامك" |
| 2015 | L 'أوريل باريس   | إعلان / شراكة | " لأننا نستحق ذلك" |
| 2017 | كوتون            | ميلادي        | " أزياء في كوتون"  |
| 2019 | عدسات انستازيا   | إعلان / شراكة |                    |

## وصلات خارجية
- فخرية أوجن على موقع IMDb (الإنجليزية)
- فخرية أوجن على موقع روتن توميتوز (الإنجليزية)
- فخرية أوجن على موقع ألو سيني (الفرنسية)
- فخرية أوجن على موقع ميوزك برينز (الإنجليزية)
- فخرية أوجن على موقع أول موفي (الإنجليزية)
- فخرية أوجن على موقع كينوبويسك (الروسية)